# Cavia aperea
El cuis común o cuí apereá  (Cavia aperea) es una especie de roedor de la familia Caviidae, ampliamente distribuida por Sudamérica. Se halla en Argentina, Brasil, Colombia, Ecuador, Perú, Bolivia, Paraguay, Uruguay y Venezuela. En algunas regiones de Brasil se cría y se utiliza como alimento. Los cuises comunes tienen un comportamiento social, son principalmente diurnos y son más delgados y largos que los cuyes domésticos.

## Nombre común
Cavia aperea recibe diversos nombres según las regiones de su distribución. Además de cuis común, en español recibe los nombres de apereá, aperiá, cuí, cuis campestre o cuis grande. En portugués es llamado preá, pereá, piriá o bengo.  Las palabras "apereá", "preá" y todos sus relativos se originan en el término tupí apere'á.

## Descripción
De tamaño medio, los adultos de C. aperea cuentan con una longitud aproximada de 272 mm. y un peso de 637 gramos. La cola, de unos 2,4 mm, es casi inexistente. El pelaje dorsal es de color marrón oliva oscuro mezclado con marrón y negro, y las partes inferiores son de color gris pálido o gris amarillento.
Su cariotipo tiene 2n = 64 y un FN supuestamente variable de 116 o 128 para C. a. aperea y 128 para C. a. pamparum.

## Distribución
El cuis común tiene una amplia distribución en Sudamérica, en altitudes comprendidas entre los 400 y los 3.000 metros sobre el nivel del mar. Su área de distribución se extiende desde Colombia, Ecuador y Venezuela hasta el norte de Argentina. Su hábitat típico son los pastizales abiertos y la sabana.

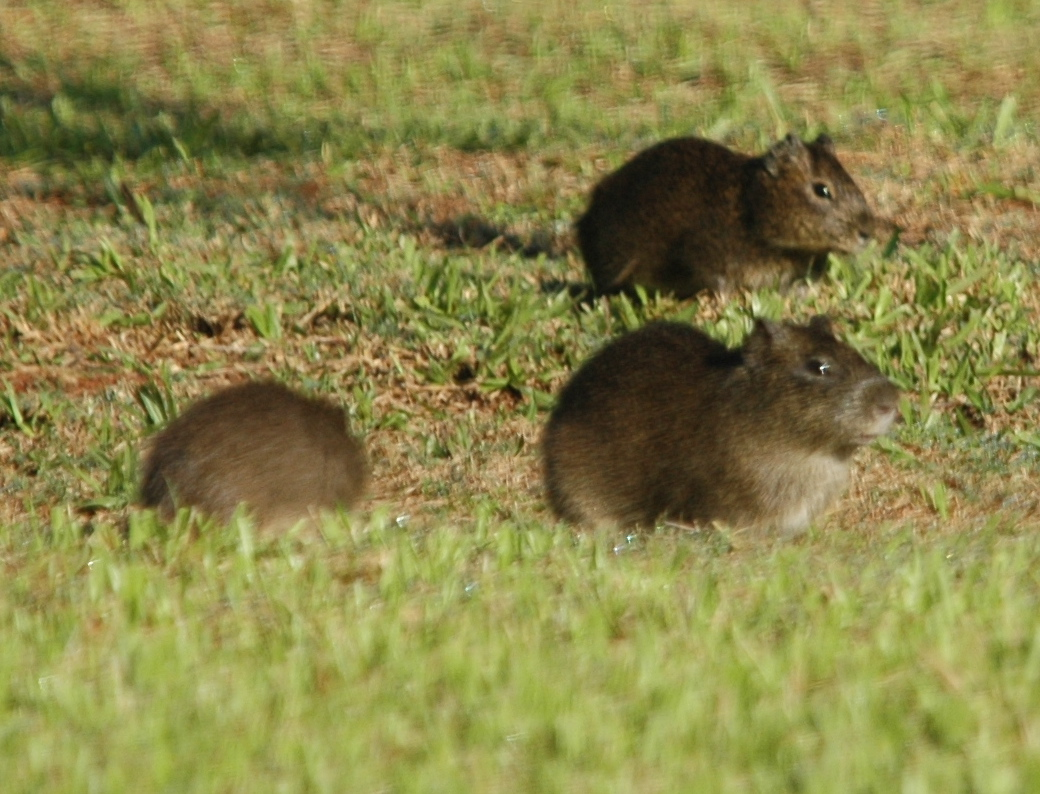
Grupo de Cavia aperea

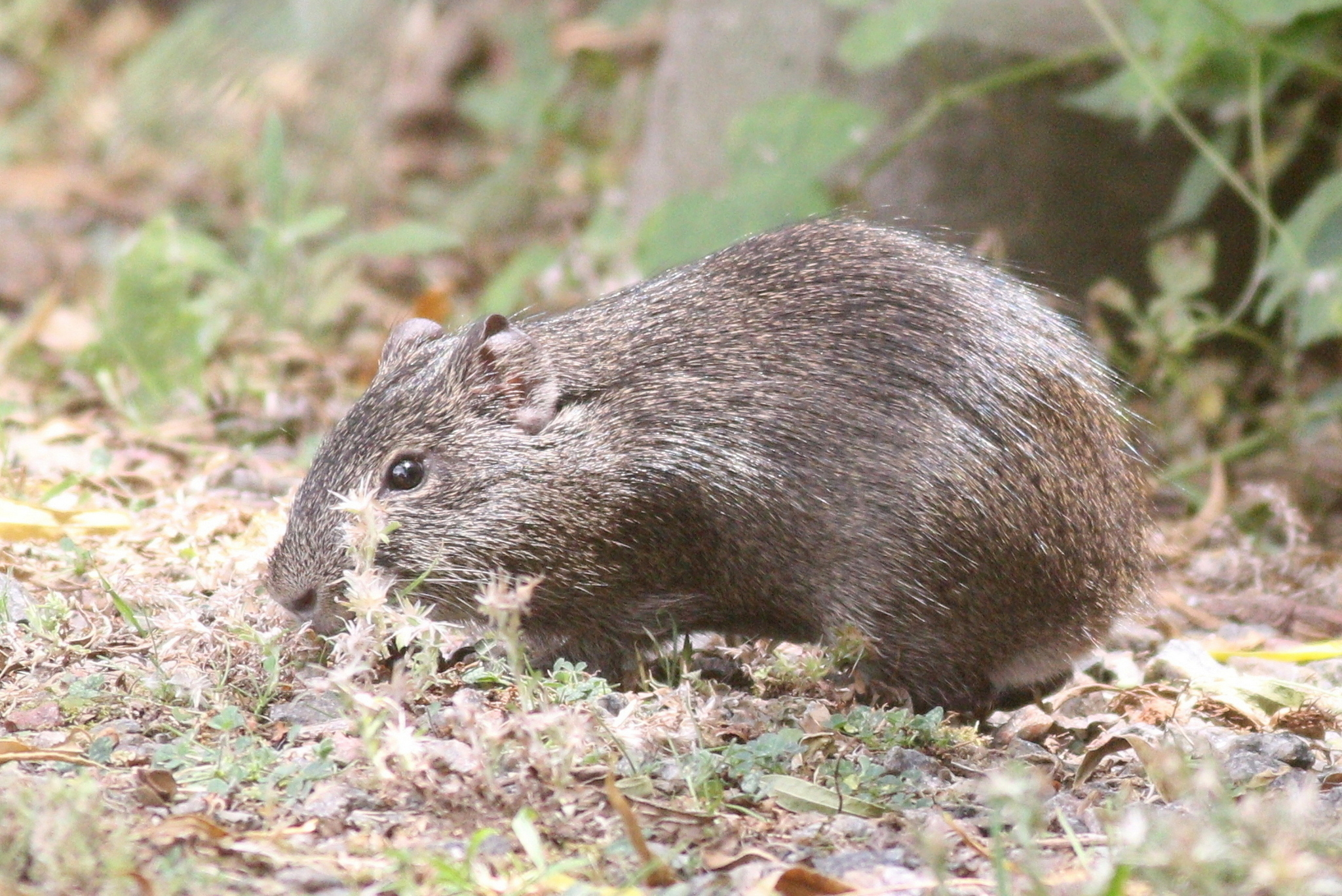
Cavia aperea en Buenos Aires, Argentina

## Comportamiento
Cavia aperea es un herbívoro que se alimenta de hierbas. Es diurna, saliendo principalmente por la mañana para buscar comida y de nuevo por la noche. No excava una madriguera, sino que hace un intrincado laberinto de túneles superficiales de 8 a 12 cm de ancho. Tiene zonas de letrinas junto a las vías donde se pueden ver montones de excrementos en forma de judías, así como montones de tallos de hierba cortada.
La cría tiene lugar en cualquier época del año, pero sobre todo en el verano austral. El periodo de gestación es de unos 62 días y las hembras pueden tener cinco camadas en un año. El número de crías nacidas es de media dos y oscila entre una y cinco. La edad mínima a la que los jóvenes adultos pueden criar es de treinta días.

## Conservación
El cuis común tiene una amplia área de distribución y no se han identificado amenazas particulares. Es una especie común con una población estable y, además de vivir en terrenos de sabana abierta, es capaz de adaptarse a hábitats alterados. Por estos motivos, la Unión Internacional para la Conservación de la Naturaleza ha calificado su estado de conservación como de "preocupación menor".

## Subespecies
- Cavia aperea aperea
- Cavia aperea guianae (Venezuela, Guyana)
- Cavia aperea anolaimae (Bogotá)
- Cavia aperea nana (Bolivia)
- Cavia aperea resida (São Paulo)
- Cavia aperea festina (Perú)
- Cavia aperea hypoleuca (Paraguay)
- Cavia aperea pamparum (Argentina y Uruguay)
- Cavia aperea sodalis (Bolivia)
- Cavia aperea osgoodi (Perú)

De acuerdo con el análisis molecular realizado en 2014 por Donnum y Salazar, las subespecies serían:
- C. aperea anolaimae = C. aperea guianae (Colombia a Surinam)
- C. aperea aperea (oriente de Bolivia, Brasil)
- C. aperea hypoleuca (Paraguay)
- C. aperea nana (Bolivia)
- C. aperea pamparum (Argentina, Uruguay)

Los taxones festina, sodalis y osgoodi no forman parte de esta especie, sino de C. tschudii. El taxón resida corresponde a la especie C. fulgida.